# ジョン・クック (陸上選手)
ジョン・クック（John Henry Kuck、1905年4月27日 - 1986年9月21日）は、アメリカ合衆国の陸上競技選手である。彼は、1928年に開催されたアムステルダムオリンピックの砲丸投で金メダルを獲得した。

## 経歴
アムステルダムオリンピックでの砲丸投競技は、14の国から22人の選手が参加して1928年7月29日に実施された。選手たちは2つの組に分けられて予選を戦い、成績が上位だった6人が同日の決勝に挑んだ。クックは予選で15メートル43センチを投げて予選3位で決勝に進み、決勝では2投目で当時の世界新記録に当たる15メートル87センチを投げて、同じくアメリカ代表のハーマン・ブリックスやドイツ代表でそれまでの世界記録（15メートル79センチ）を保持していたエミール・ヒルシュフェルト を抑えて金メダルを獲得した。
他の主要な競技会では、1926年のNCAA主催競技会と翌年のAAU主催競技会の砲丸投種目で優勝している。なお、1926年にはAAU主催競技会のやり投種目でも優勝し、当時のアメリカ合衆国記録（65メートル28センチ）を打ち立てた。